# Tarn-Sirma
Tarn-Sirma (ros. Тарн-Сирма) – wieś (dieriewnia) w Rosji, w Czuwaszji, w rejonie szumierlińskim. W 2010 liczyła 92 mieszkańców.